# Kalirejo (Kraton)
Kalirejo is een bestuurslaag in het regentschap Pasuruan van de provincie Oost-Java, Indonesië. Kalirejo telt 7443 inwoners (volkstelling 2010).